# Valencia Giants 2018
Questa voce raccoglie le informazioni riguardanti i Valencia Giants nelle competizioni ufficiali della stagione 2018.

## LNFA Serie A 2018

### Stagione regolare
| Maracena 20 gennaio 2018, ore 16:30 | Granada Lions | 0 – 22 referto | Valencia Giants | Ciudad Deportiva |

| Beniparrell 4 febbraio 2018, ore 15:00 | Valencia Giants | 18 – 45 referto | Murcia Cobras | Campo de Fútbol |

| Beniparrell 10 febbraio 2018, ore 13:30 | Valencia Giants | 28 – 6 referto | Alicante Sharks | Campo de Fútbol |

| Coslada 18 febbraio 2018, ore 12:00 | Camioneros de Coslada | 42 – 16 referto | Valencia Giants | Polideportivo Valleaguado |

| Catarroja 11 marzo 2018, ore 12:00 | Valencia Giants | 14 – 6 referto | Granada Lions | Polideportivo Municipal |

| Murcia 24 marzo 2018, ore 17:00 | Murcia Cobras | 40 – 0 referto | Valencia Giants | Estadio José Barnés |

| Alicante 8 aprile 2018, ore 11:00 | Alicante Sharks | 7 – 20 referto | Valencia Giants | Estadio Municipal de Atletismo |

| Catarroja 15 aprile 2018, ore 12:00 | Valencia Giants | 0 – 47 referto | Camioneros de Coslada | Polideportivo Municipal |

### Playoff
| Catarroja 29 aprile 2018, ore 12:30 | Valencia Giants | 2 – 41 referto | Mallorca Voltors | Polideportivo Municipal |

### Statistiche di squadra
| Competizione      | %Vittorie | In casa | In casa | In casa | In casa | In casa | In casa | In trasferta | In trasferta | In trasferta | In trasferta | In trasferta | In trasferta | Totale | Totale | Totale | Totale | Totale | Totale |
| Competizione      | %Vittorie | G       | V       | N       | P       | Pf      | Ps      | G            | V            | N            | P            | Pf           | Ps           | G      | V      | N      | P      | Pf     | Ps     |
| ----------------- | --------- | ------- | ------- | ------- | ------- | ------- | ------- | ------------ | ------------ | ------------ | ------------ | ------------ | ------------ | ------ | ------ | ------ | ------ | ------ | ------ |
| Stagione regolare | .500      | 4       | 2       | 0       | 2       | 60      | 104     | 4            | 2            | 0            | 2            | 58           | 89           | 8      | 4      | 0      | 4      | 118    | 193    |
| Playoff           | .000      | 1       | 0       | 0       | 1       | 2       | 41      | 0            | 0            | 0            | 0            | 0            | 0            | 1      | 0      | 0      | 1      | 2      | 41     |
| Totale            | .444      | 5       | 2       | 0       | 3       | 62      | 145     | 4            | 2            | 0            | 2            | 58           | 89           | 9      | 4      | 0      | 5      | 120    | 234    |